# Coupe de France 1957/58
Der Wettbewerb um die Coupe de France in der Saison 1957/58 war die 41. Ausspielung des französischen Fußballpokals für Männermannschaften. In diesem Jahr meldeten 1.163 Vereine; auch Mannschaften aus dem französischen Algerien waren erneut zugelassen.
Nach Abschluss der von den regionalen Untergliederungen des Landesverbands FFF organisierten Qualifikationsrunden griffen im Zweiunddreißigstelfinale auch die Erstligisten in den Wettbewerb ein. Titelverteidiger war der FC Toulouse, der in diesem Jahr allerdings bereits in der Runde der letzten 64 Teams von einem Amateurklub aus dem Rennen geworfen wurde. Gewinner des Wettbewerbs wurde Stade Reims. Für Reims war es nach 1950 der zweite Gewinn dieser Trophäe und, nachdem die Mannschaft erneut auch die Meisterschaft der Division 1 gewonnen hatte, der erste Doublé der Vereinsgeschichte. Endspielgegner Olympique Nîmes blieb in Pokal wie Liga lediglich die Rolle des Zweiten hinter den Rot-Weißen aus der Champagne. Erfolgreichster Amateurverein war der drittklassige FC Mulhouse, der es bis unter die besten 16 Teams brachte. Aber auch Zweitligist FC Sète, der nacheinander drei Erstdivisionäre ausschaltete, machte nachhaltig auf sich aufmerksam, wie es in diesem Jahr überhaupt besonders vielen Mannschaften gelang, sich gegen klassenhöhere Gegner durchzusetzen.
Überschattet wurde der französische Fußball in dieser Saison vom sich zuspitzenden algerischen Unabhängigkeitskampf, der zwischen Viertel- und Halbfinale dazu führte, dass Mannschaften plötzlich ohne einige Stammspieler auskommen mussten, weil diese sich Mitte April nach Nordafrika absetzten, um für die Fußballauswahl des FLN Algeriens anzutreten. Besonders stark davon betroffen war die AS Monaco, der mit Bekhloufi, Ben Tifour, Torhüter Boubekeur, Chabri und Zitouni gleich fünf Fußballer verloren gingen; 14 Tage später unterlagen die Monegassen prompt im Halbfinale.

Auch die Krise der 4. Republik beschäftigte Menschen und Medien in Frankreich sehr viel stärker als der Sport – und das, obwohl die Nationalelf sich für die im Sommer 1958 stattfindende WM-Endrunde in Schweden qualifiziert hatte.
Für das Zweiunddreißigstelfinale legte die Pokalkommission der FFF die Spielansetzungen fest, um ein frühes Aufeinandertreffen zweier Erstligisten zu vermeiden. Ab dem Sechzehntelfinale wurden die Paarungen frei ausgelost und fanden grundsätzlich auf neutralem Platz statt – darunter vier Spiele in Algier und Oran –, die Einnahmen wurden geteilt. Endete eine Begegnung nach Verlängerung unentschieden, wurden solange Wiederholungsspiele ausgetragen, bis ein Sieger feststand. Aufgrund dieser Bestimmung mussten die Spieler des Stade Rennes UC in zwei Runden fünf Partien bestreiten und standen dabei statt der üblichen drei insgesamt neun Stunden auf dem Rasen.

## Zweiunddreißigstelfinale
Spiele am 13., Wiederholungsspiele am 16. und 17. Januar 1958. Die jeweilige Spielklassenzugehörigkeit wird mit D1 bzw. D2 für die beiden Profiligen, CFA für die landesweite sowie DH und PH („Division d’Honneur“ rsp. „Promotion d’Honneur“) für die obersten regionalen Amateurligen angegeben.
| - CO Roubaix-Tourcoing D2 – Stade Français Paris D2 2:2 n. V., 6:1 - Jeunesse Villenave CFA – FC Toulouse D1 3:2 - FC Sète D2 – Olympique Marseille D1 4:1 n. V. - UA Sedan-Torcy D1 – Red Star ParisD2 3:0 - Olympique Lyon D1 – CS Blénod DH 3:1 - AS Saint-Étienne D1 – SO Merlebach CFA 5:3 n. V. - FC Rouen D2 – US Valenciennes D1 4:2 - Rapid Menton DH – AS Cannes D2 1:0 - CO Roche-la-Molière PH – FC Hyères PH 1:0 - Stade Reims D1 – ES Bully DH 4:0 - Gallia Sports Algier DH – Stade Rennes UC D2 1:1 n. V., 0:1 - SO Montpellier D2 – OGC Nizza D1 3:2 - Stade Rodez CFA – EF BergeracDH 3:1 - AS Monaco D1 – US Graissessac CFA 7:2 - RC Paris D1 – Stade Quimper DH 6:1 - FC Mulhouse CFA – AS Mulhouse DH 5:2 | - RCFC Besançon D2 – FC Metz D1 2:0 - SCO Angers D1 – Stade Saint-Brieuc DH 4:0 - Olympique Alès D1 – FC Gueugnon CFA 2:0 - AS Troyes-Savinienne D2 – CO Chambly DH 3:0 - Olympique Nîmes D1 – US Blanzy-Montceau CFA 5:1 - Sporting Toulon D2 – AS Aix D2 2:1 - FC Limoges D2 – US Véloce Vannes DH 6:0 - RC Strasbourg D2 – AS Hautmont DH 3:1 - FC Sochaux D1 – JS Audun DH 4:1 - AS Cherbourg CFA – US Drocourt DH 2:0 - CS Fontainebleau DH – FC Grenoble D2 3:1 - Le Havre AC D2 – US Boulogne DH 2:0 - RC Lens D1 – AC Cambrai DH 7:0 - AS Béziers D1 – CA Vitry DH 5:1 - OSC Lille D1 – US Quevilly CFA 2:1 - Girondins Bordeaux D2 – FC Nantes D2 3:0 |

## Sechzehntelfinale
Spiele am 2., Wiederholungsspiele zwischen 6. und 20. Februar 1958
| - CO Roubaix-Tourcoing D2 – Stade Rodez CFA 4:1 - FC Sète D1 – AS Saint-Étienne D1 3:1 - Olympique Lyon D1 – OSC Lille D1 2:1 - FC Rouen D2 – AS Béziers D1 1:1 n. V., 2:1 - Stade Reims D1 – FC Limoges D2 2:2 n. V., 5:2 - AS Monaco D1 – CO Roche-la-Molière PH 5:0 - RC Paris D1 – UA Sedan-Torcy D1 2:1 - FC Mulhouse CFA – Jeunesse Villenave CFA 2:1 n. V. | - RCFC Besançon D2 – Stade Rennes UC D2 0:0 n. V., 1:1 n. V., 2:0 - Olympique Alès D1 – Rapid Menton DH 4:1 - Olympique Nîmes D1 – SO Montpellier D2 3:1 - Sporting Toulon D2 – FC Sochaux D1 2:1 - RC Strasbourg D2 – AS Troyes-Savinienne D2 3:1 - Le Havre AC D2 – AS Cherbourg CFA 2:2 n. V., 3:0 - RC Lens D1 – CS Fontainebleau DH 4:2 n. V. - Girondins Bordeaux D2 – SCO Angers D1 5:1 |

## Achtelfinale
Spiele am 2., Wiederholungsspiel am 6. März 1958
| - CO Roubaix-Tourcoing D2 – RCFC Besançon D2 2:1 - FC Sète D2 – Olympique Alès D1 1:1 n. V., 1:0 - Stade Reims D1 – Olympique Lyon D1 2:0 - AS Monaco D1 – Sporting Toulon D2 3:0 | - Olympique Nîmes D1 – FC Mulhouse CFA 2:0 - RC Strasbourg D2 – FC Rouen D2 2:1 - RC Lens D1 – Le Havre AC D2 3:2 - Girondins Bordeaux D2 – RC Paris D1 1:0 |

## Viertelfinale
Spiele am 6. April 1958
| - Stade Reims D1 – CO Roubaix-Tourcoing D2 7:4 - AS Monaco D1 – RC Strasbourg D2 2:1 | - Olympique Nîmes D1 – FC Sète D2 2:0 - RC Lens D1 – Girondins Bordeaux D2 1:0 |

## Halbfinale
Spiele am 27. April 1958
| - Stade Reims D1 – RC Lens D1 2:1 | - Olympique Nîmes D1 – AS Monaco D1 2:1 |

## Finale
Spiel am 18. Mai 1958 im Stade Olympique Yves-du-Manoir in Colombes vor 56.523 Zuschauern
- Stade Reims – Olympique Nîmes 3:1 (1:0)

### Mannschaftsaufstellungen
Auswechslungen waren damals nicht möglich.
Stade Reims: Dominique Colonna – Simon Zimny, Robert Jonquet , Raoul Giraudo – Armand Penverne, Robert Siatka – Robert Lamartine, René Bliard, Just Fontaine, Roger Piantoni, Jean Vincent
Trainer: Albert Batteux
Olympique Nîmes: Alexandre Roszak – Mustapha Bettache, Maurice Lafont , Robert Venturi – André Schwager, Pierre Barlaguet – Emilio Salaber, Hassan Akesbi, Henri Skiba, Abdelkader Mazzouz, Bernard Rahis
Trainer: Kader Firoud
Schiedsrichter: Augustin Le Menn (Quimper)

### Tore
1:0 Bliard (42.)

1:1 Mazzouz (49.)

2:1 Fontaine (56.)

3:1 Bliard (89.)

### Besondere Vorkommnisse
Olympiques Außenläufer Schwager verletzte sich bereits nach 13 Minuten so schwer, dass er das Spielfeld verlassen musste. Auswechslungen waren seinerzeit noch nicht erlaubt, so dass Nîmes die Partie zu zehnt zu Ende spielte und Reims dabei lange Paroli zu bieten vermochte. Acht Minuten vor dem Abpfiff prallten Colonna und Akesbi zusammen; der Reimser Torwart konnte aber als Feldspieler weitermachen, während an seiner Stelle Linksaußen Vincent das Tor hütete – ohne noch einen Gegentreffer zuzulassen.
Übrigens verließ auch der Schütze des Ehrentreffers von Nîmes, Abdelkader Mazzouz, später das französische „Mutterland“, um für die algerische „Unabhängigkeitself“ zu spielen.